# Maryan Marresch
Maryan Jędrzejczak dit Marresch est un footballeur français né le 25 décembre 1923 à Waziers (Nord) et mort le 27 février 2005 à Dainville,.

## Biographie
Il évolue comme demi ou défenseur au RC Lens et il est finaliste de la Coupe de France en 1948.
Il arrête sa carrière professionnelle en 1956, et rejoint l'US de Corbehem où il devient entraîneur-joueur. 

## Palmarès
- Finaliste de la Coupe de France en 1948 avec le RC Lens